# Violante Ferroni

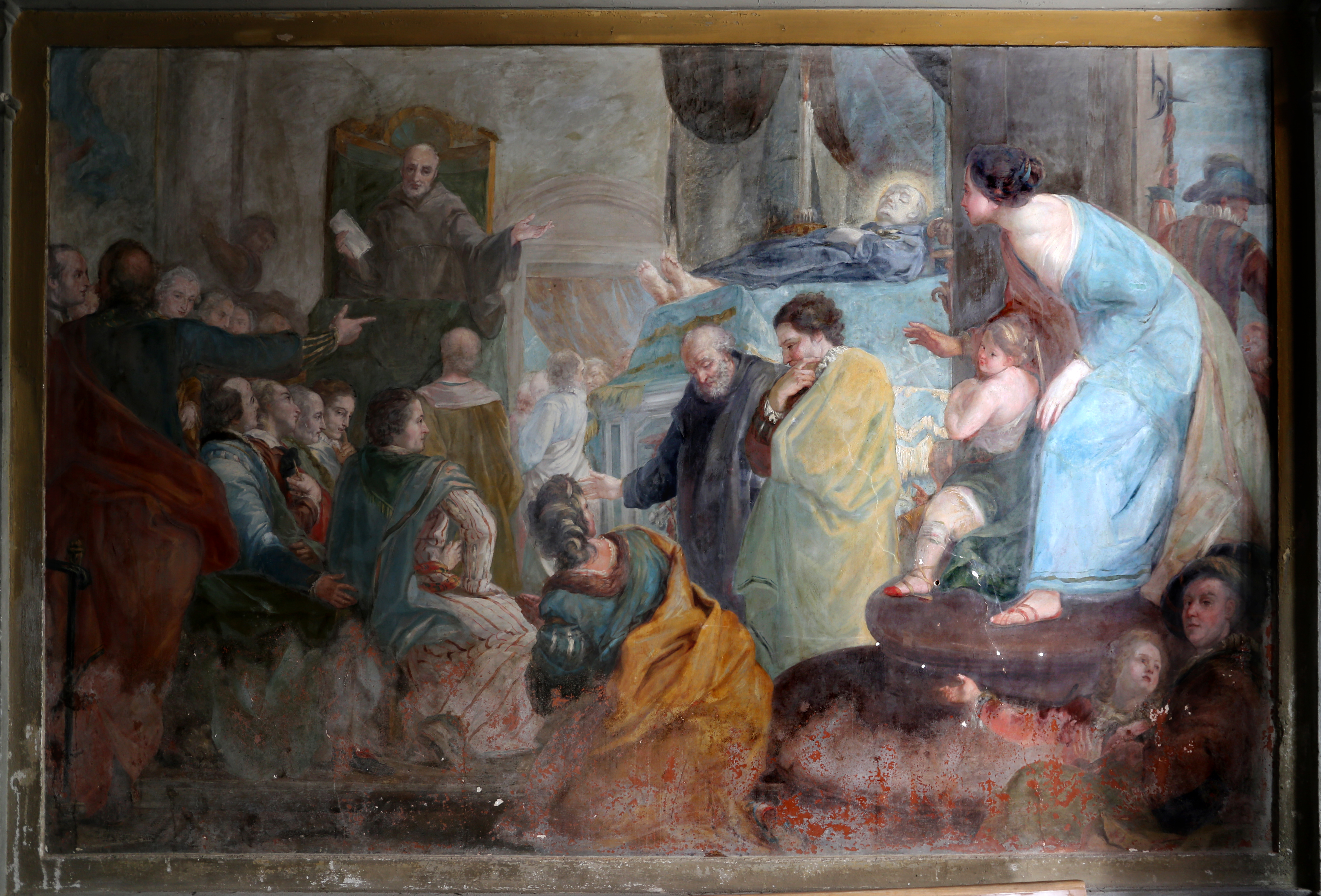
Verkündung des Todes von Johannes von Gott. San Giovanni di Dio Hospital, um 1750

Violante Ferroni (* 19. August 1720 in Florenz, Großherzogtum Toskana; † wohl um 1780) war eine italienische Malerin des Rokoko. Die zu Lebzeiten erfolgreiche und angesehene Malerin geriet nach ihrem Tod lange Zeit für eine größere Öffentlichkeit in Vergessenheit und wurde erst in den letzten Jahrzehnten von der Forschung wiederentdeckt.

## Werdegang

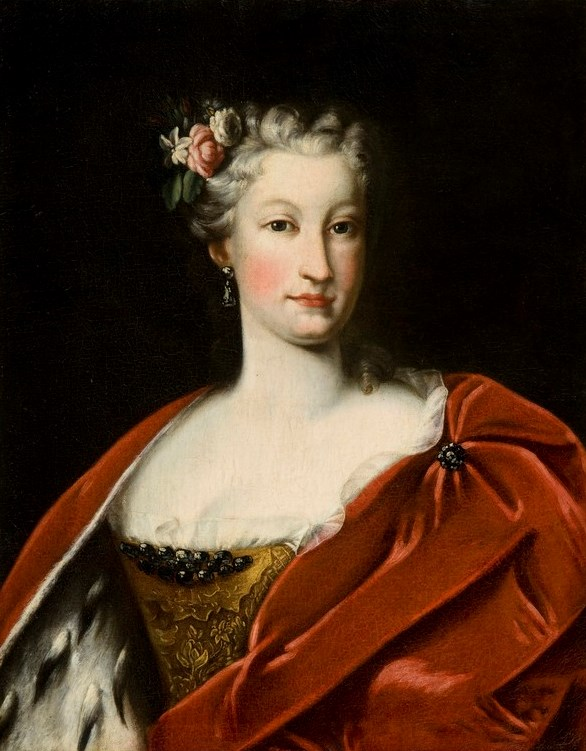
Amalia d’Este. Museo civico di Modena (n. 254), zwischen 1740 und 1762

Schon als 16-Jährige wurde Violante Ferroni in den Mitgliederlisten der Accademia delle Arti del Disegno von Florenz geführt. Der Leiter der Einrichtung in den Jahren von 1730 bis 1740, Francesco Maria Niccolò Gabburri, verfasste im letzten Jahr seiner Amtszeit kurze biografische Abrisse der Mitglieder, darunter auch zu Ferroni: Violante Ferroni, Florentiner Malerin, Schülerin von Giovanni Domenico Ferretti. Diese geistreiche und respektable junge Dame erlernte nach einem gründlichen und sorgfältigen Zeichenstudium nun, im Jahr 1740, im Alter von etwa 20 Jahren, das Malen von Porträts und historischen Szenen mit Öl- und Pastellfarben. Ihr Talent zeigt sich am deutlichsten, wenn sie selbst komponierte Szenen mit Ölfarben malt, einem Medium, in dem sie auch das Mischen von Farben beherrscht. Florence hat also Grund zur Hoffnung, dass sie mit der Zeit immer besser malen wird, zumal sie so sehr von der Kunst begeistert ist, dass sie nie müde wird, ihre Technik zu verbessern. Üblich war eine Aufnahme in der Lebensmitte, eine derart frühe Aufnahme Ferronis spricht dafür, dass man in ihr ein außergewöhnlich großes Talent erkannt hatte. Dennoch gibt es für die nächsten 15 Jahre keine Informationen zu ihr. Es ist wahrscheinlich, dass Violante Siries Cerroti Ferronis erste Lehrerin war.

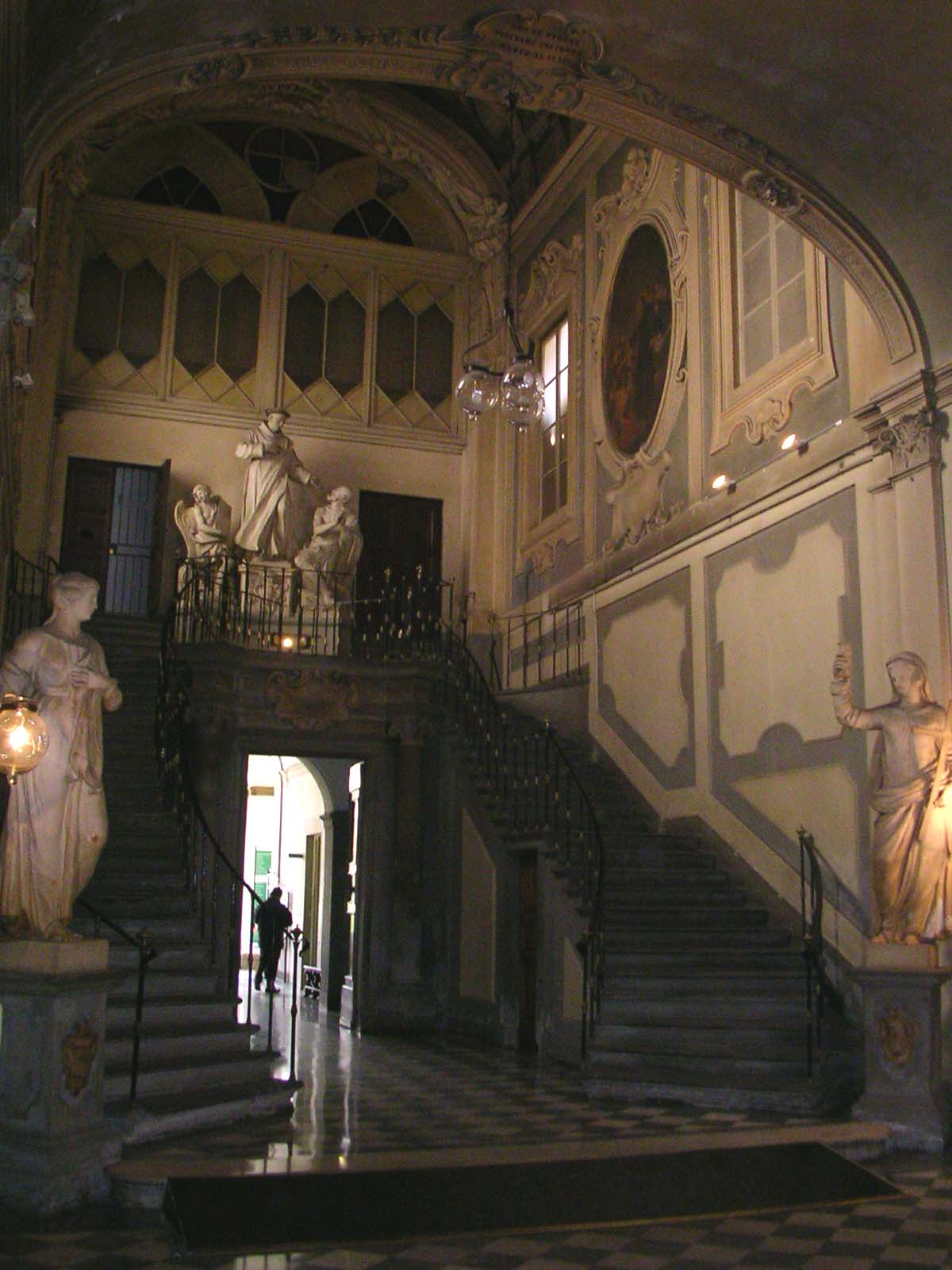
Atrium des San Giovanni di Dio Hospital in Florenz mit dem Bild Der heilige Johannes von Gott gibt den Armen Brot an der rechten Treppenseite

Mitte der 1750er Jahre erhielt Ferroni von den Betreibern des San Giovanni di Dio Hospital in Florenz den prestigeträchtigen Auftrag, zwei große, ovale Gemälte mit Szenen aus dem Leben ihres Ordensgründers Johannes von Gott zu fertigen. 1756 wurde Der heilige Johannes von Gott heilt Pestkranke fertig, danach Der heilige Johannes von Gott gibt den Armen Brot. Die Gemälde wurden im Atrium eines einige Zeit zuvor neu errichteten Barock-Anbaus des Hospitals an eigens dafür vorgesehene Stellen aufgehängt. Ungewöhnlich war die überdimensionale Größe der Bilder, die für weibliche Maler des Barock nicht üblich war. Das spricht für die anerkannte Könnerschaft Ferronis als Malerin, von der allerdings bislang keine nachvollziehbaren schriftlichen Quellenbelege vorliegen. 1850 schilderte ein Besucher, dass im Atrium für die Patienten Gottesdienste abgehalten wurden und die Bilder dazu den feierlichen Hintergrund bildeten. Die in Florenz ansässige, gemeinnützige US-Organisation Advancing Women Artists, die sich zum Ziel gemacht hat, weibliche Künstlerinnen dem Vergessen zu entreißen, wählte 2019 Ferronis Bilder aus dem San Giovanni di Dio Hospital zur Restaurierung aus. In Anlehung an den Inhalt der Bilder und ihren Aufbewahrungsort wurde das Projekt The Art of Healing genannt. Bis 1762 wird sie weiterhin in den Mitgliederlisten der Accademia delle Arti del Disegno geführt. Zudem stellte sie in der Accademia di San Luca – erstmals 1736 eine Kopie eines Werkes von Luca Giordano, zuletzt 1776 eine Kopie eines Werkes von Guido Reni – sowie in den Uffizien eine Kopie eines Werkes ihres Lehrers Giovanni Domenico Ferretti aus. Weitere heute bekannte Werke sind ein Porträt von Amalia d’Este sowie ein weiteres Bild aus dem Hospital, in dem die Todesnachricht Johannes von Gottes verkündet wird.

## Belege und Anmerkungen
1. ↑  belegt in den Tauflisten von Florenz
2. ↑  Ann Golob: Rediscovering Violante Ferroni | An Artist of 18th-century Florence. 16. November 2019, abgerufen am 22. April 2025 (englisch).
3. ↑  Alexandra Kiely: Healing Violante Ferroni’s Paintings at San Giovanni di Dio Hospital. In: DailyArt Magazine. 12. März 2022, abgerufen am 22. April 2025 (englisch).
4. ↑  The Art of Healing. Abgerufen am 22. April 2025 (englisch).
‘Where Are The Women?’ Uncovering The Lost Works Of Female Renaissance Artists. In: NPR. (npr.org [abgerufen am 22. April 2025]).
5. ↑  Advancing Women Artists Foundation: Violante Ferroni restored. 30. Juni 2021, abgerufen am 22. April 2025.
6. ↑  Violante Ferroni. Abgerufen am 22. April 2025 (englisch).

| Personendaten    | Personendaten                |
| ---------------- | ---------------------------- |
| NAME             | Ferroni, Violante            |
| KURZBESCHREIBUNG | florentinische Rokokomalerin |
| GEBURTSDATUM     | 19. August 1720              |
| GEBURTSORT       | Florenz                      |
| STERBEDATUM      | um 1780                      |